# Henri Jauvert
Pour les articles homonymes, voir Jauvert.
Henri Jauvert, né à Verdun-sur-Garonne le 21 septembre 1851, où il est mort le 16 avril 1926 est un auteur occitan.

## Biographie
Félibre et poète verdunois, officier de l'instruction publique, il est auteur de nombreuses poésies en langue d'oc.

## Hommage
Une rue porte son nom à Verdun-sur-Garonne.